# Rocky Mountain Rage
Die Rocky Mountain Rage waren eine US-amerikanische Eishockeymannschaft aus Broomfield, Colorado. Das Team spielte von 2006 bis 2009 in der Central Hockey League.  

## Geschichte
Die Rocky Mountain Rage wurden 2006 als Franchise der Central Hockey League gegründet. Nachdem sie in ihren ersten beiden Spielzeiten jeweils die Playoffs um den Miron Cup verpassten, beendeten sie die Saison 2008/09 auf dem zweiten Platz der Northwest Division. In den anschließenden Playoffs schieden sie jedoch bereits in der ersten Runde aus, als sie den Bossier-Shreveport Mudbugs in der Best-of-Three-Serie mit 1:2 Siegen unterlagen. Für die Saison 2009/10 haben die Verantwortlichen das Franchise aus dem Spielbetrieb der CHL zurückgezogen, es sollte jedoch im Sommer 2010 in diese zurückkehren. Anschließend nahm die Mannschaft allerdings nicht mehr den Spielbetrieb auf. 

## Saisonstatistik
Abkürzungen: GP = Spiele, W = Siege, L = Niederlagen, T = Unentschieden, OTL = Niederlagen nach Overtime SOL = Niederlagen nach Shootout, Pts = Punkte, GF = Erzielte Tore, GA = Gegentore, PIM = Strafminuten
| Saison  | GP | W  | L  | T | OTL | SOL | Pts | GF  | GA  | Platz         | Playoffs                       |
| 2006–07 | 64 | 17 | 40 | — | 7   | —   | 41  | 180 | 251 | 4., Northwest | nicht qualifiziert             |
| 2007–08 | 64 | 36 | 22 | — | 6   | —   | 78  | 241 | 220 | 2., Northwest | nicht qualifiziert             |
| 2008–09 | 64 | 32 | 26 | — | 6   | —   | 70  | 220 | 219 | 2., Northwest | Niederlage in der ersten Runde |

## Team-Rekorde

### Karriererekorde
Spiele: 136  Clay Plume
Tore: 76  Daymen Rycroft
Assists: 112  Brent Cullaton
Punkte: 148  Brent Cullaton
Strafminuten: 372  Robert Chappell